# Grande Ferme
La Grande Ferme est une demeure, de la première moitié du XVIIe siècle, qui se dresse, dans le Bessin, sur le territoire de la commune française de Crépon dans le département du Calvados, en région Normandie. L'édifice est partiellement inscrit au titre des monuments historiques.

## Localisation
Le manoir est situé route de Creully à Crépon, dans le département français du Calvados.

## Historique
Le manoir est probablement bâti au début du XVIIe siècle pour Adrien de Novince, seigneur d'Aubigny, baron de Crépon et maître d'hôtel de Marie de Médicis, mort en 1611.
Possession des successeurs de la famille Novince d'Aubigny, la Grande Ferme passe ensuite entre les mains des familles Le Blais, Costé de Saint-Supplix et Huchet de la Bédoyère. En 1811, le colonel de La Bédoyère vend La Grande Ferme.
L'édifice est resté inachevé et est transformé en ferme à cour fermée dans le même siècle.
En 2010, le domaine était la possession de l'industriel Xavier Gardinier qui a dirigé les maisons de champagnes Lanson et Pommery, et, qui depuis 2012, a été transformé partiellement en gîtes par ses nouveaux propriétaires.

## Description
On accède à la Grande Ferme, close sur l'extérieur grâce à ses nombreux bâtiments agricoles qui ceinturent une vaste cour carrée, par un portail simple à double entrée, avec porte charretière et piétonne, celle-ci étant intégrée dans un mur en pierre de taille dépourvu d'ornement particulier.
Le manoir, bâti en calcaire et pierre de taille,, adopte un plan rectangulaire et symétrique. La présence de pierres d'attentes sur la droite laisse penser qu'il y avait probablement un pavillon carré à cet endroit.
Le logis avec notamment ses fenêtres à meneaux est représentatif d'un style Louis XIII dit école cotentinaise. Le toit, surmonté par deux imposantes souches de cheminées, arbore des lucarnes géminées ornées de frontons triangulaires, comme au-dessus de la porte principale. Sur l'arrière, le logis possède deux bretèches d'angles.
Les bâtiments agricoles, disposés autour du logis, disposent de peu d'ouvertures, fenêtres encadrées de pierres de taille et porte surmontés de linteaux de bois, à l’exception de trous de boulins correspondant à des colombiers sous combles.

## Protection
Les façades et toitures sont inscrite au titre des monuments historiques par arrêté du 18 mars 1927.